# Cerianthus
Genre
Cerianthus est un genre de cnidaires anthozoaires de la famille des Cerianthidae (cérianthes).

## Liste des espèces
Selon World Register of Marine Species (15 décembre 2020) :
- Cerianthus bathymetricus Mosley, 1877
- Cerianthus brasiliensis Mello-Leitão, 1919
- Cerianthus filiformis  Carlgren, 1924
- Cerianthus incertus Carlgren, 1932
- Cerianthus japonicus Carlgren, 1924
- Cerianthus lloydii Gosse, 1859
- Cerianthus malakhovi Molodtsova, 2001
- Cerianthus membranaceus (Gmelin, 1791) — Grand cérianthe
- Cerianthus mortenseni Carlgren, 1924
- Cerianthus punctatus Uchida, 1979
- Cerianthus roulei Carlgren, 1912
- Cerianthus sulcatus Kwietniewski, 1898
- Cerianthus taedus McMurrich, 1910
- Cerianthus valdiviae Carlgren, 1912
- Cerianthus vogti Danielssen, 1890

## Galerie

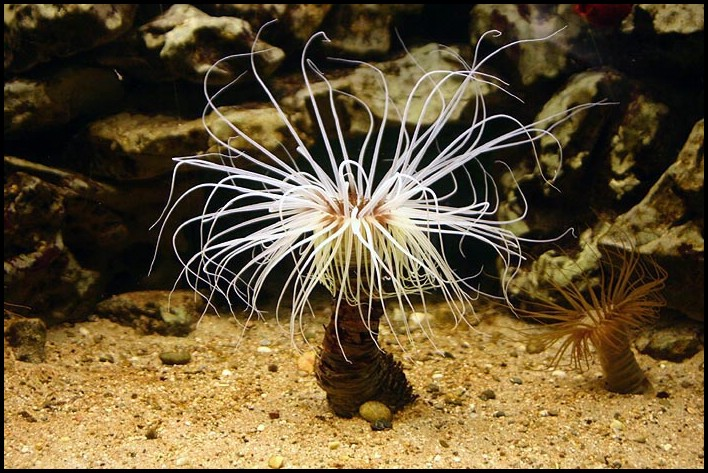
Cerianthus membranaceus
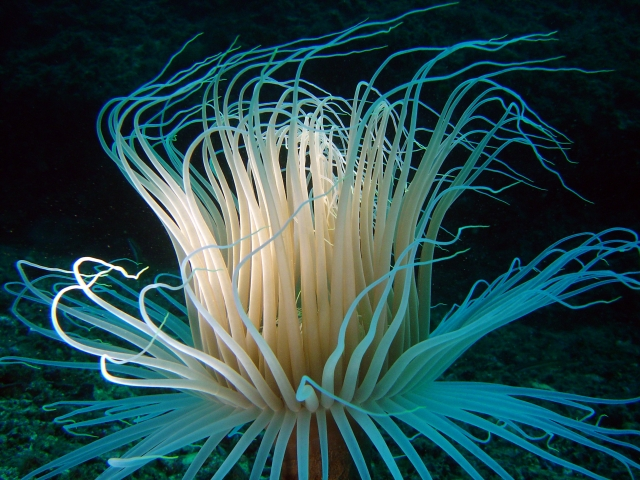
Cerianthus membranaceus (Águilas)
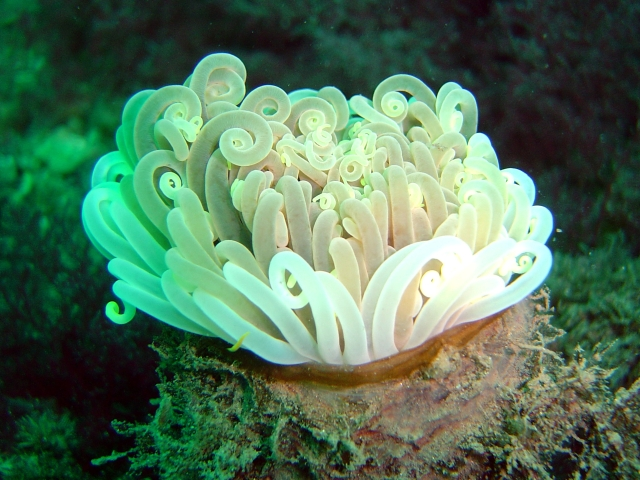
Cerianthus membranaceus (Águilas)